# Contea di Anyang
La contea di Anyang (安阳县S, Ānyáng XiànP) è una contea della Cina, situata nella provincia di Henan e amministrata dalla prefettura di Anyang.